# Vanadis brevirostris
Vanadis brevirostris är en ringmaskart som beskrevs av Støp-Bowitz 1991. Vanadis brevirostris ingår i släktet Vanadis och familjen Alciopidae. Inga underarter finns listade i Catalogue of Life.